# Axiom spočetného výběru
Axiom spočetného výběru (zkráceně ({\displaystyle \,AC_{\omega }})) je matematické tvrzení z oblasti teorie množin, které je slabší verzí axiomu výběru.

## Znění
Axiom spočetného výběru lze vyslovit v kterékoli z běžně používaných axiomatizací teorie množin (ZF, NBG či KM) a to například takto:
Na každém spočetném souboru neprázdných množin {\displaystyle \,\{A_{i};i\in \omega \}} existuje selektor (tj. zobrazení {\displaystyle f:\omega \rightarrow \ \cup _{i\in \omega }A_{i}} takové, že {\displaystyle \,f(i)\in A_{i}} pro všechna {\displaystyle \,i\in \omega }).

## Význam
Axiom spočetného výběru je dostatečně silné tvrzení na to, aby pomocí něj bylo možno dokázat většinu základních poznatků matematické analýzy, které nějakou formu axiomu výběru potřebují. Takovými poznatky jsou například:
- sjednocení spočetného souboru spočetných množin je spočetná množina
- Heineho věta

## Vztah k jiným tvrzením
Axiom spočetného výběru vyplývá z (obyčejného) axiomu výběru. Je dokonce důsledkem ještě slabšího tvrzení zvaného axiom závislého výběru. Opačné implikace neplatí, tj. axiom spočetného výběru je ostře slabší než axiom závislého výběru (a tedy než axiom výběru).
Nedokazatelnost axiomu spočetného výběru v ZF prokázal Paul Cohen.